# 송파상운
송파상운(松坡商運)은 서울특별시 송파구 마천로41길 28 (마천동)에 있는 서울특별시의 시내버스 업체이다. 2004년 7월 1일 메트로버스 컨소시엄에 출자하였다가, 2010년 7월 31일부로 메트로버스 컨소시엄에서 탈퇴하였다.

## 연혁
- 1970년 11월 7일: 수도교통으로 설립
- 1988년 4월 1일: 천호대교 버스 추락사고로 사명을 수도교통에서 송파상운으로 변경
- 2004년 7월 1일: 2004년 서울특별시 버스 개편과 함께 지선버스 6개 노선으로 운행. 메트로버스 컨소시엄에 지분을 출자
- 2010년 5월 18일: 지선버스 3415번 노선을 잠실역으로 단축과 함께 3317번으로 변경
- 2010년 7월 31일: 메트로버스 컨소시엄 탈퇴와 함께 간선버스 370번 노선을 메트로버스와 공동배차로 운행함과 동시에 강동공영차고지 내에 강동영업소 신설
- 2010년 8월 21일: 지선버스 3318번을 서울승합과 공동배차로 운행 개시
- 2012년 3월 16일: 메트로버스와 공동배차로 운행하던 간선버스 370번 노선을 서대문역으로 단축
- 2013년 3월 19일: 천중로 개통과 함께 지선버스 3321번을 서울승합과 공동배차로 운행 개시
- 2013년 9월 26일: 지선버스 3321번을 서울승합 지선버스 3320번과 통합해 강동구청으로 노선 연장과 함께 공동배차로 운행 개시
- 2015년 7월 10일: 서대문 고가도로 철거와 함께 간선버스 370번 노선을 충정로역까지 연장
- 2017년 8월 14일: 거여 2-2지구 재개발 강제철거 집행으로 3214,3314,3315,3316,3317,3416번 버스 운행 중단[2]
- 2017년 8월 23일: 전 노선 운행 중단
- 2017년 8월 24일: 재개발조합간 합의로 첫차부터 정상운행
- 2020년 10월: 3416번, 3214번, 3316번 등은 남한산성입구로 단축 및 3314번과 3315번은 장지공영차고지로 연장

## 운행 노선
2023년 5월 13일 기준이다.
| 운행구간 | 운행노선       | 운행노선 | 운행노선         | 배차간격 (분) | 인가 대수 | 비고                                                       |
| -------- | -------------- | -------- | ---------------- | ------------- | --------- | ---------------------------------------------------------- |
| 370번    | 강동공영차고지 | ↔        | 서대문역         | 5~14          | 9         | 대원여객과 공동배차로 운행한다. 구 959, 36번 좌석버스 변경 |
| 3214번   | 남한산성입구   | ↔        | 강변역           | 10~15         | 11        | 구 571번 단축·연장                                         |
| 3314번   | 장지공영차고지 | ↔        | 종합운동장       | 5~10          | 17        | 구 812번                                                   |
| 3315번   | 장지공영차고지 | ↔        | 삼전동사회복지관 | 4~10          | 23        | 구 812-1번                                                 |
| 3316번   | 남한산성입구   | ↔        | 천호역           | 12~18         | 9         | 구 555-2번 단축                                            |
| 3317번   | 남한산성입구   | ↔        | 잠실리센츠아파트 | 6~15          | 11        | 구 571-1번, 3415번 단축                                    |
| 3318번   | 강동공영차고지 | ↔        | 마천동           | 11~20         | 8         | 서울승합과 공동배차로 운행한다.                            |
| 3321번   | 강동공영차고지 | ↔        | 강동구청         | 15            | 2         | 서울승합과 공동배차로 운행한다.                            |
| 3416번   | 남한산성입구   | ↔        | 은곡마을입구     | 9~12          | 10        | 구 821번, 421번 순환버스                                   |

## 미운행 노선
| 운행구간 | 운행노선 | 운행노선 | 운행노선 | 비고                                                                    |
| -------- | -------- | -------- | -------- | ----------------------------------------------------------------------- |
| 3313번   | 마천동   | ↔        | 잠실역   | 구 815번. 한서교통과 공동배차로 운행하였다. 3318번 신설을 위해 철수     |
| 3415번   | 마천동   | ↔        | 삼성역   | 구 571-1번. 2010년 5월 18일 잠실역으로 노선 단축과 함께 3317번으로 변경 |

개편전 노선
- 도시형: 132-1, 555-2, 571, 571-1, 571-1, 571-2, 572, 572-1, 574, 812, 812-1, 815, 821
- 좌석형: 23, 35, 571

## 본사 및 영업소
- 마천동 본사 (3214번, 3316번, 3317번, 3416번)
- 강일동 영업소 (370번, 3318번, 3321번)
- 장지동 영업소 (3314번, 3315번)

## 보유 중인 차량

#### 자일대우버스
- 자일대우 NEW BS090
- 자일대우 NEW BS106
- 자일대우 NEW BS110

#### 현대자동차
- 현대 저상 뉴 슈퍼 에어로시티
- 현대 일렉시티

#### 하이거 버스
- 하이거 하이퍼스